# Paula Modersohn-Becker
Paula Modersohn-Becker (Dresden, 8 de fevereiro de 1876—Worpswede, 21 de novembro de 1907) foi uma pintora alemã, e uma das representantes mais precoces do movimento expressionista no seu país. 
Paula Becker comprometeu-se em estudos de pintura e reuniu artistas independentes na povoação de Worpswede, próxima de Bremen, que predicava um retorno à natureza e aos valores simples dos camponeses. Ali se casou com o paisagista Otto Modersohn. A falta de audácia dos pintores de Worpswede, empurraram-na a usar inspirações exteriores e a efetuar repetidas estadias em Paris.
Os quatorze curtos anos durante os quais Paula Modersohn-Becker exerceu a sua arte permitiram-lhe realizar pelo menos setecentos cinquenta quadros, treze estampas e perto de um milhar de desenhos. O seu estilo, particularmente único e original, é o fruto de múltiplas influências, aos confins da tradição e da modernidade. A sua pintura apresenta aspectos que misturam o impressionismo de Cézanne ou Gauguim, o cubismo de Picasso, o fauvismo, a arte japonesa e o renascimento alemão. A força expressiva da sua obra resume os principais aspectos da arte nos primórdios do século XX. Paula Modersohn-Becker faleceu aos trinta e um anos. Atualmente, a artista, é pouco conhecida para além dos países de língua alemã.

## Biografia

### Família
Paula Becker era a terceira filha de uma família de sete irmãos. O seu pai, Carl Woldemar Becker, era engenheiro, e sua mãe Matilde descendia de uma família ilustre da nobreza da Turíngia, os von Bültzingslöwen. As cartas que Carl Woldemar Becker enviou mais tarde à sua filha dão a imagem de um homem cultivado e aberto: conhescedor de Paris e de Londres, dominava o russo, o francês e o inglês. A família maternal de Paula apresentava as mesmas predisposições à viagem: o avô von Bültzingslöwen comandara uma guarnição no estrangeiro, e vários irmãos de Matilde emigraram à Indonésia, à Nova Zelândia e à Austrália.

### Os primeiros anos

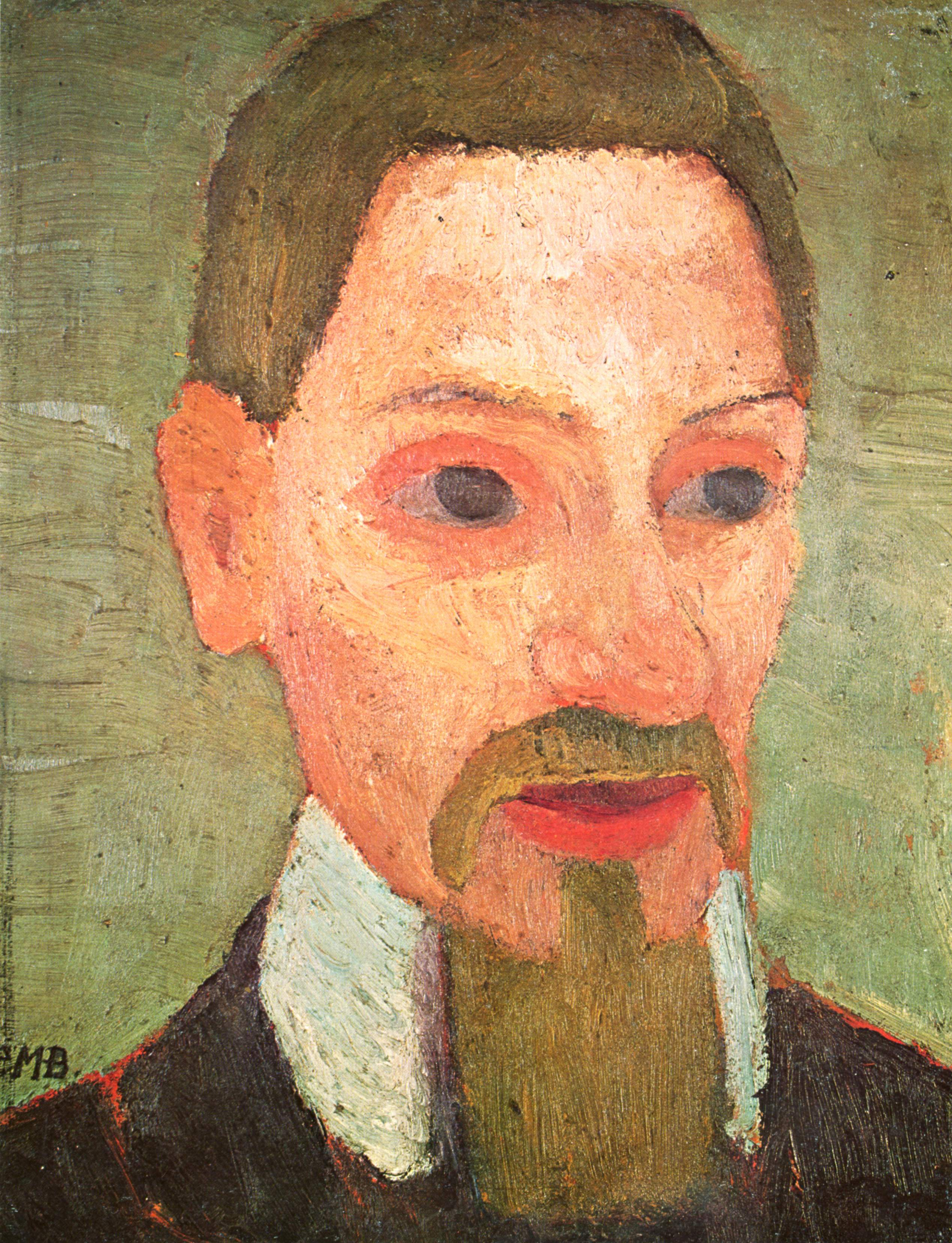
Retrato de Rainer Maria Rilke feito por Paula Becker.

#### Dresde e Bremen
Paula Becker passou os doze primeiros anos da sua vida em Dresde, um período sobre o qual se conhecem poucos dados. Reencontramos, porém o rasto de um drama acontecido quando Paula tinha 10 anos, enquanto ela e suas duas primas Cora e Maidli Parizot jogavam nas galerias de uma canteira de areia. As jovens ficaram enterradas por um derrubamento, Paula e Maidli puderam sair a tempo, enquanto Cora Parizot, de apenas onze anos de idade, asfixiou-se e faleceu sob os entulhos. Numa carta escrita muitos anos mais tarde a Rainer Maria Rilke, Paula Modersohn-Becker revelou até que ponto esta experiência a tinha marcado. 
Em 1888, Carl Woldemar Becker obteve um trabalho em Bremen, o que obrigou a família deixar a cidade de Dresde. A vida cultural de Bremen era efervescente e a mãe de Paula cultivou numerosas amizades nos círculos artísticos, a família Becker pôde desfrutar constantemente de relações privilegiadas com este meio.

#### Inglaterra e os primeiros cursos de desenho
Em princípios do verão de 1892, seus pais enviaram Paula à Inglaterra a fim de estudar inglês. Uma meia irmã de seu pai vivia nos subúrbios de Londres, e Paula devia reunir-se com ela, para aprender a falar inglês e, ao mesmo tempo ter um lar. Graças ao apoio do seu tio, a jovem pôde também receber cursos artísticos. Após alguns estudos preliminares, começou a frequentar uma escola privada das Belas Artes, onde passava seis horas ao dia começando na técnica de desenho. Estes cursos, porém, abandonou-os depressa: os seus pais inicialmente fixaram a duração da estadia londinense de Paula num ano, mas o mal do país, a nostalgia do lar e da disciplina autoritária que lhe impunha a sua tia impulsionaram Paula a voltar para a Alemanha apenas seis meses mais tarde.

#### A escola de professoras

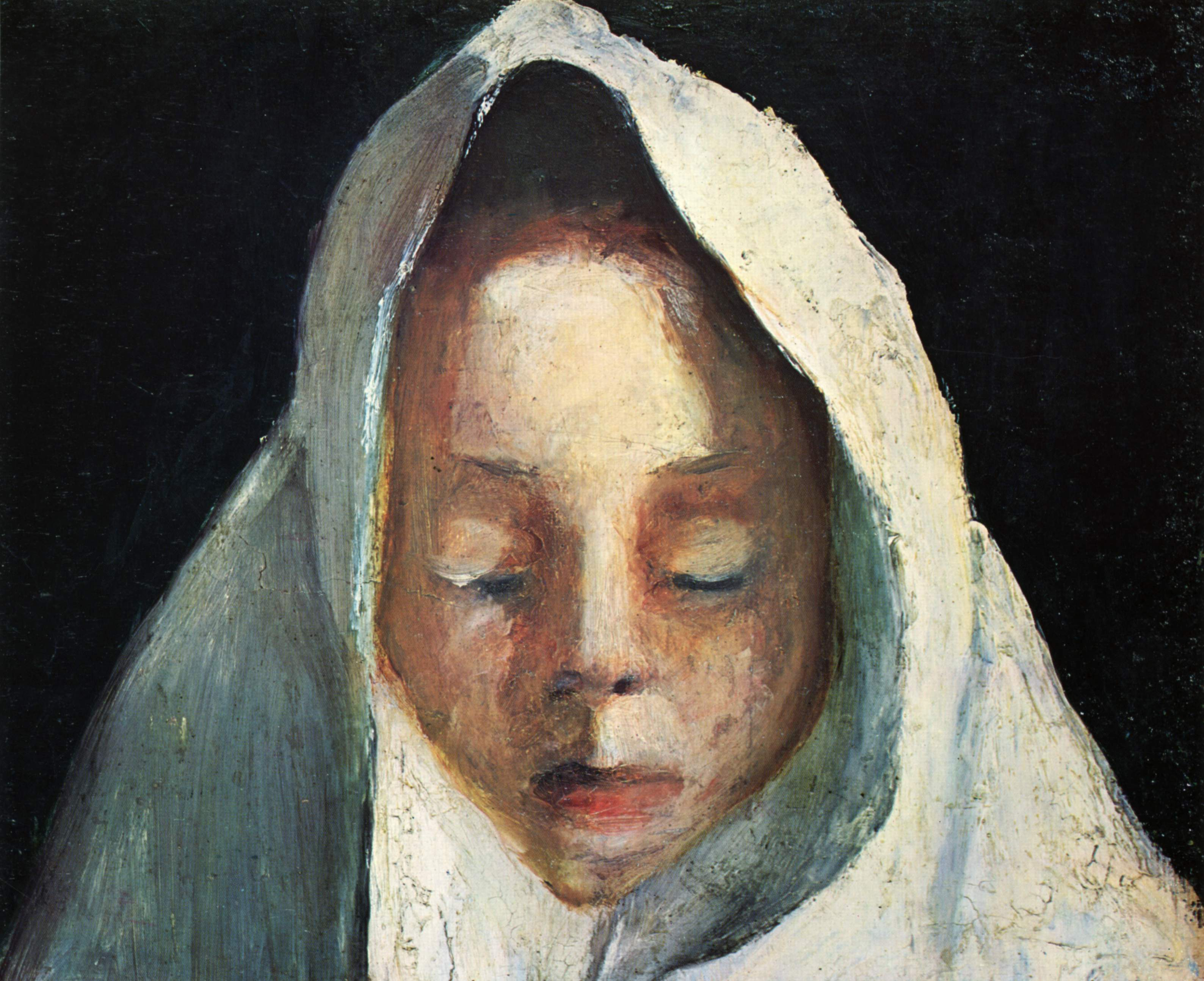
Jovem com o lenço branco
1900 (45,3 x 66,2 cm).

Foi, sobretudo, devido à influência do seu pai e do respeito que este inspirava que Paula Becker seguiu as classes de uma escola de formação de mestras a partir de 1893, em Bremen. Seguia assim os passos da sua irmã maior. Porém, pôde obter do seu pai, a modo de contraparte, o direito a assistir a aulas de pintura.
As aulas de pintura efetuavam-se na casa do pintor Bernhard Wiegandt, e constituíram particularmente para Paula a primeira chance de trabalhar segundo verdadeiros modelos. Desta época datam, por exemplo, uma série de retratos de seus irmãos, assim como o seu primeiro auto-retrato, realizado por volta de 1893. Esta atividade artística não a levou a descuidar os seus principais estudos: em setembro de 1895, Paula Becker passou o exame de professora e obteve o diploma com bons resultados.
Em princípios de 1893, Paula pôde admirar pela primeira vez as realizações do círculo artístico de Worpswede, quando Fritz Mackensen, Otto Modersohn, Fritz Overbeck, Hans am Ende e Heinrich Vogeler expuseram as suas telas no museu de Kunsthalle de Bremen. A jovem ficou encantada, sobretudo, por uma obra do seu futuro marido, Otto Modersohn, que resplandecia de cores estranhas e dava um sabor particular a uma paisagem.

#### Curso de pintura em Berlim
Paula, graças ao ramo maternal da sua família, pôde viajar para Berlim em princípios de 1896 a fim de seguir durante seis semanas cursos de desenho e pintura para a Associação dos Artistas Berlineses (Verein der Berliner Künstlerinnen). Estas associações eram uma necessidade para as mulheres, que não tinham ainda acesso às academias das Belas Artes da época.

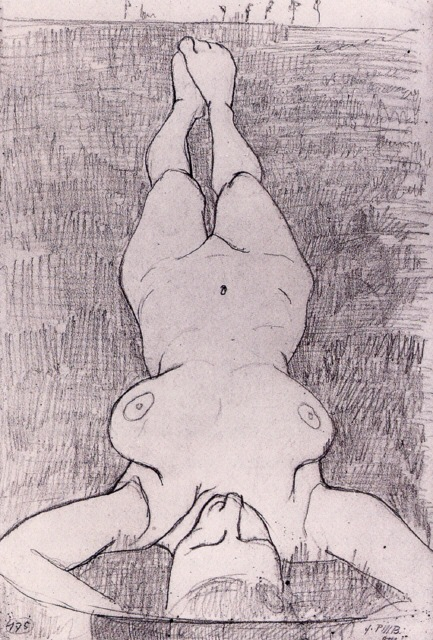
Desenho de Paula que representa um nu feminino sobre a erva.

Paula esteve em condições de continuar a sua formação para além das seis semanas inicialmente consideradas, pois a sua mãe até mesmo chegou a acolher um pensionista na casa familiar para poder pagar os estudos da filha. Por outro lado, o irmão de Matilde, Wulf von Bültzingslöwen, assim como a sua esposa Cora, declararam-se dispostos para alojar a Paula e para satisfazer as necessidades diárias da jovem.
O ensinamento dado em Berlim concedia um lugar preponderante ao desenho, realizado a partir de modelos profissionais. Somente se admitia nas classes aquelas candidatas que tivessem já um bom controle da matéria. Numerosos desenhos de nus realizados por Paula e que datavam deste período puderam conservar-se: as linhas, por regra geral, são fortemente marcadas, e os efeitos do chiaroscuro afetam a sua onipresença. Em 1897, Paula foi admitida pela primeira vez na classe de Jeanne Bauck. Este artista teve uma profunda influência sobre ela, e persuadiu-a mais tarde a que fosse viver por algum tempo a Paris.
Durante a sua estadia berlinessa, Paula Becker passou numerosas horas nas galerias dos museus. Assim como os artistas do movimento nazareno, que conhecera o seu apogeu sete décadas antes, Paula gostava, sobretudo, as telas do Renascimento alemão e italiano.

### =A saída a Worpswede

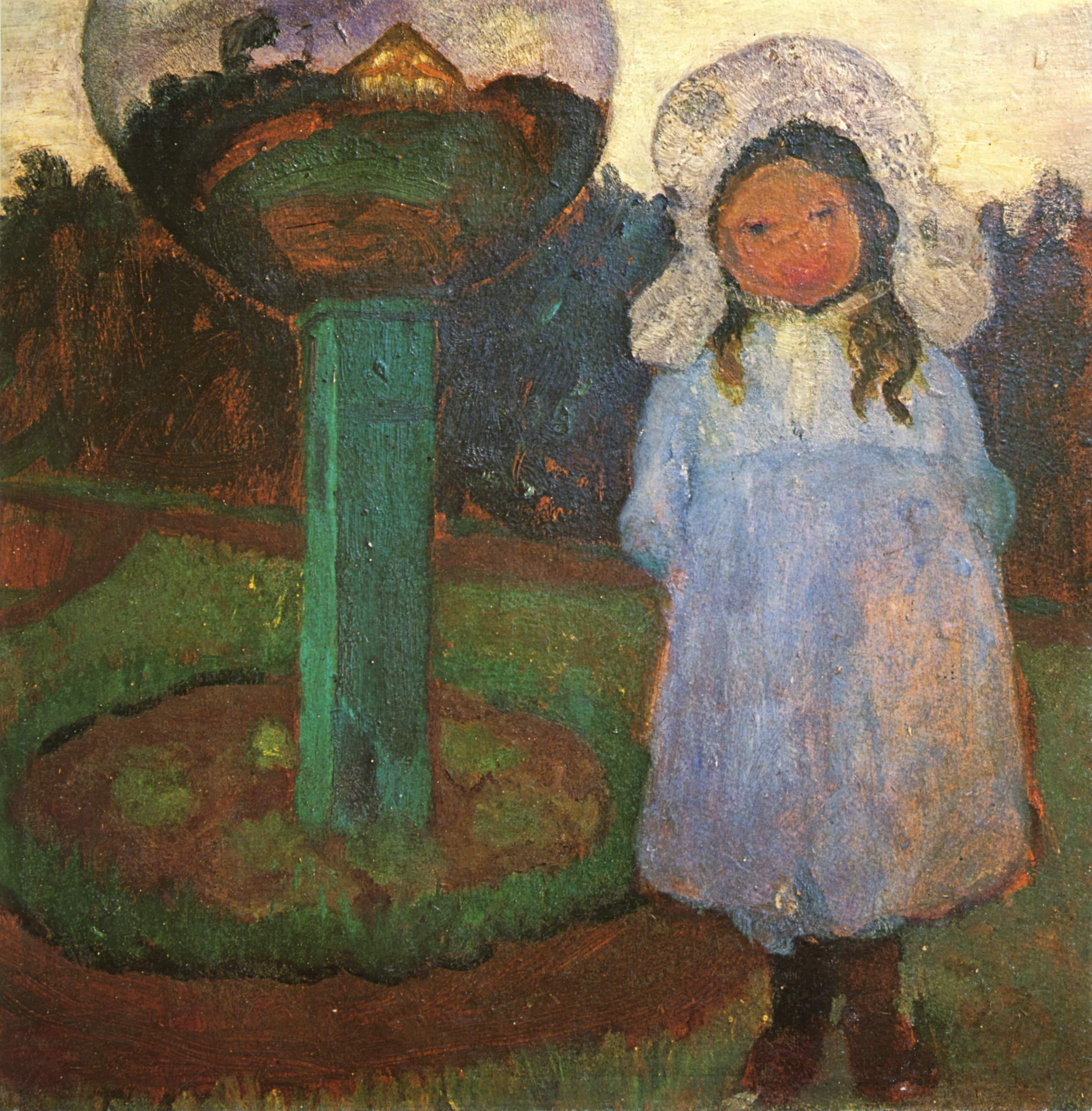
Jovem num jardim ao lado de uma bola de cristal
1901 / 1902 (35,7 x 35,7 cm).

Por ocasião dos casamentos de prata dos pais, a família Becker empreendeu no verão de 1897 uma excursão à pequena povoação de Worpswede. Paula Becker ficou impressionada pela singularidade do local, pela diversidade das cores presentes na paisagem e, sobretudo, pela "colônia artística" (Künstlerkolonie) que se fundara ali alguns anos antes. Antes do mesmo Outono, ela regressou em companhia de uma amiga, a fim de reencontrar os pintores e visitar os locais com mais atenção. Quando em janeiro de 1898, 
Paula herdou 600 marcos e pôde devolver uma parte das somas prestadas pelos seus primos Arthur e Greta Becker, e decidiu junto aos seus pais voltar para Worpswede.
A princípio, a estadia foi contemplada como férias. Matilde Becker tinha previsto que a sua filha estivesse ali duas semanas nas classes de pintura e de desenho de Fritz Mackensen, a fim de depois marchar no Outono até Paris e encontrar ali um lugar como de fille-au-pair.
Apesar de todas estas precauções familiares, parece que Paula Becker tinha já a intenção de permanecer mais muito tempo do previsto e ambicionava com tornar-se uma artista profissional.

#### A colônia artística de Worpswede

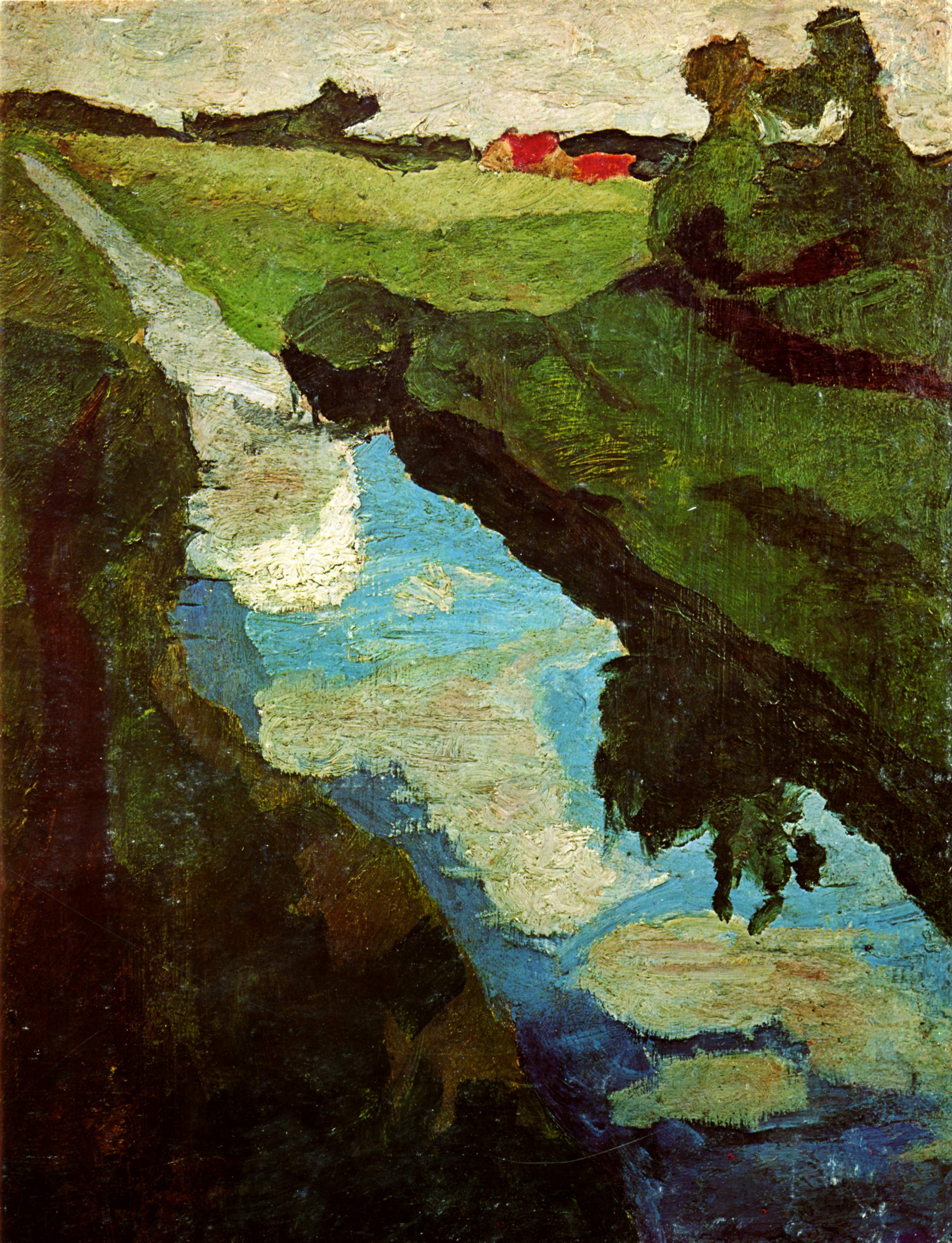
Tumbas pantanosas
1900 a 1902 (54,1 x 33 cm).

Os artistas que se instalaram em Worpswede em 1889 reivindicavam a sua independência frente às grandes academias artísticas. Eram, a imensa maioria, antigos alunos da Academia das Belas artes de Düsseldorf, uma instituição feita famosa alguns anos antes por Wilhelm von Schadow. Como muitos jovens artistas do século XIX consideravam as academias de pinturas como instituições oficiais e os seus antigos amos como um olho critico. Ao estabelecer esta aposentadoria simbólica em Worpswede, visavam dar um lugar renovado e regenerado à natureza nas suas obras, assim como o tinham feito antes Théodore Rousseau e a sua escola de Barbizon. Os pintores de Worpswede desejavam exercer a sua arte na natureza, sem artifícios, com o fim de dar uma imagem favorável dos camponeses, que julgavam de uma pureza ainda original e não corrompida pela civilização.
Uma profunda amizade foi travada progressivamente entre Paula Becker e Clara Westhoff, uma jovem que queria tornar-se escultora e seguia a Mackensen em cursos de desenho e modelado. Embora Paula, a princípio, adotasse uma atitude mais bem reservada frente aos artistas de Worpswede, os vínculos estabeleceram-se a partir de março de 1899, em particular com o seu futuro marido Otto Modersohn e com Heinrich Vogeler. Acredita-se que Paula realizou várias estampas com a técnica da [[aguaforte], durante o verão de 1899, mas não gostou da estrita disciplina que impunha este trabalho gráfico, nem das dificuldades ligadas ao uso de técnicas da gravura. As aulas de Fritz Mackensen foram de ajuda para o início de Paula Becker e para a expansão do seu talento. Porém, quando Paula participou em algumas exposições em 1989, as críticas das que foi objeto terminaram por convencê-la de que a sua pintura ficava marginalizada na evolução da cultura alemã. 

Artistas como Max Slevogt, Lovis Corinth, Max Liebermann ou Wilhelm Leibl conheciam então os seus primeiros sucessos em Munique e Berlim. Em geral, a Alemanha sempre se caracterizou pela soberania dos salões de pintura e pela onipresença da arte acadêmica, e por outro lado Paris brilhava pela abertura e pela inovação da sua vida artística. 

#### A primeira estância/estadia artística em Paris
Na noite de 31 de dezembro de 1900 Paula tomou caminhou rumo à França. Assim como Roma fora um grande centro de atração para todos os artistas alemães nos primórdios do século XIX, Paris então tornara-se o local de encontro por excelência de todas as correntes artísticas europeias. Vários artistas alemães muito conhecidos, como Emil Nolde, Bernhard Hoetger ou Käthe realizaram estadias longas em Paris. Enquanto a Clara Westhoff (a amiga de Paula, na cidade de Worpswede), já se encontrava aqui em final de 1899, animada pela esperança de ser aluna de Auguste Rodin.

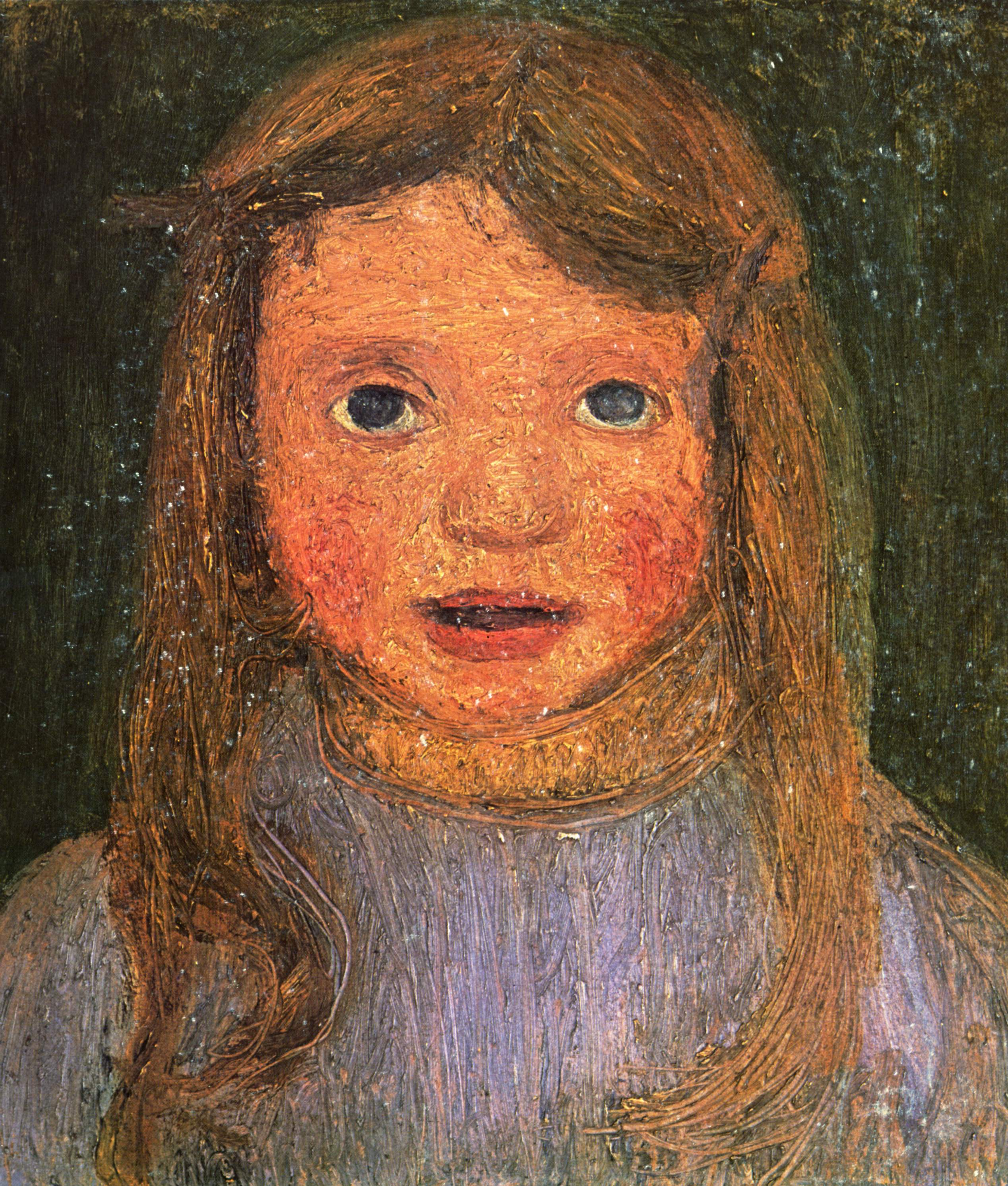
Cabeça de uma pequena jovem.

Paula Becker pôde fazer esta viagem financeiramente, pois continuava beneficiando da ajuda dos seus pais e do resto da sua família. Instalou-se no número 9 da rua Primeira Campanha, no distrito XIV de Paris, e enfeitou o seu pequeno estudo de caixas e dalguns móveis velhos. Paula foi seguir as classes da Académie Colarossi no Bairro Latino de Paris, porque esta última oferecia a vantagem de aceitar mulheres, e voltou a examinar os museus como o tinha feito em Berlim. Sozinha ou em companhia de Clara, frequentava as exposições e galerias artísticas para se familiarizar com a pintura moderna francesa. Clara Westhoff deu mais tarde algumas anedotas ligadas a este período, como, por exemplo, a visita ao vendedor de arte Ambroise Vollard, e a profunda fascinação sentida por Paula pela obra de Paul Cézanne, naquele então completamente desconhecido. Segundo a historiadora da arte Christa Murken Altrogge, Paula Becker foi a primeira artista alemã que percebeu o talento revolucionário deste pintor. Numa carta de 21 de outubro de 1907 dirigida a Clara, Paula escrevia muitos anos mais tarde que Cézanne: 
| “ | "é um dos três ou quatro grandes amos que tiveram sobre mim o efeito de uma tormenta." | ” |

Paula Becker assistiu à grande exposição organizada pelo movimento nabi em Paris. Este grupo artístico, profundamente influenciado pelas estampas da arte japonesa, punha ênfase nas superfícies e nas cores caprichosas, cujo objetivo não era refletir exatamente a realidade, mas ter um significado próprio.
Desde o mês de abril de 1900 celebrava-se a Exposição Universal destinada a comemorar a chegada do novo século. Este acontecimento foi a chance de vir para Paris Fritz Overbeck e o paisagista Otto Modersohn, que chegou em junho. Paula Becker já conhecia Otto e, admirava o seu trabalho em Worpswede. Naquele então Modersohn estava casado com Hélène, que estava mal de saúde, fato que a reteve em Worpswede, falecendo na curta estadia parisina de Otto. A tragédia precipitou a volta de Modersohn e Overbeck para a Alemanha. Duas semanas depois, Paula e Clara regressaram a Worpswede ao ficarem sem dinheiro.

#### Matrimônio com Otto Modersohn

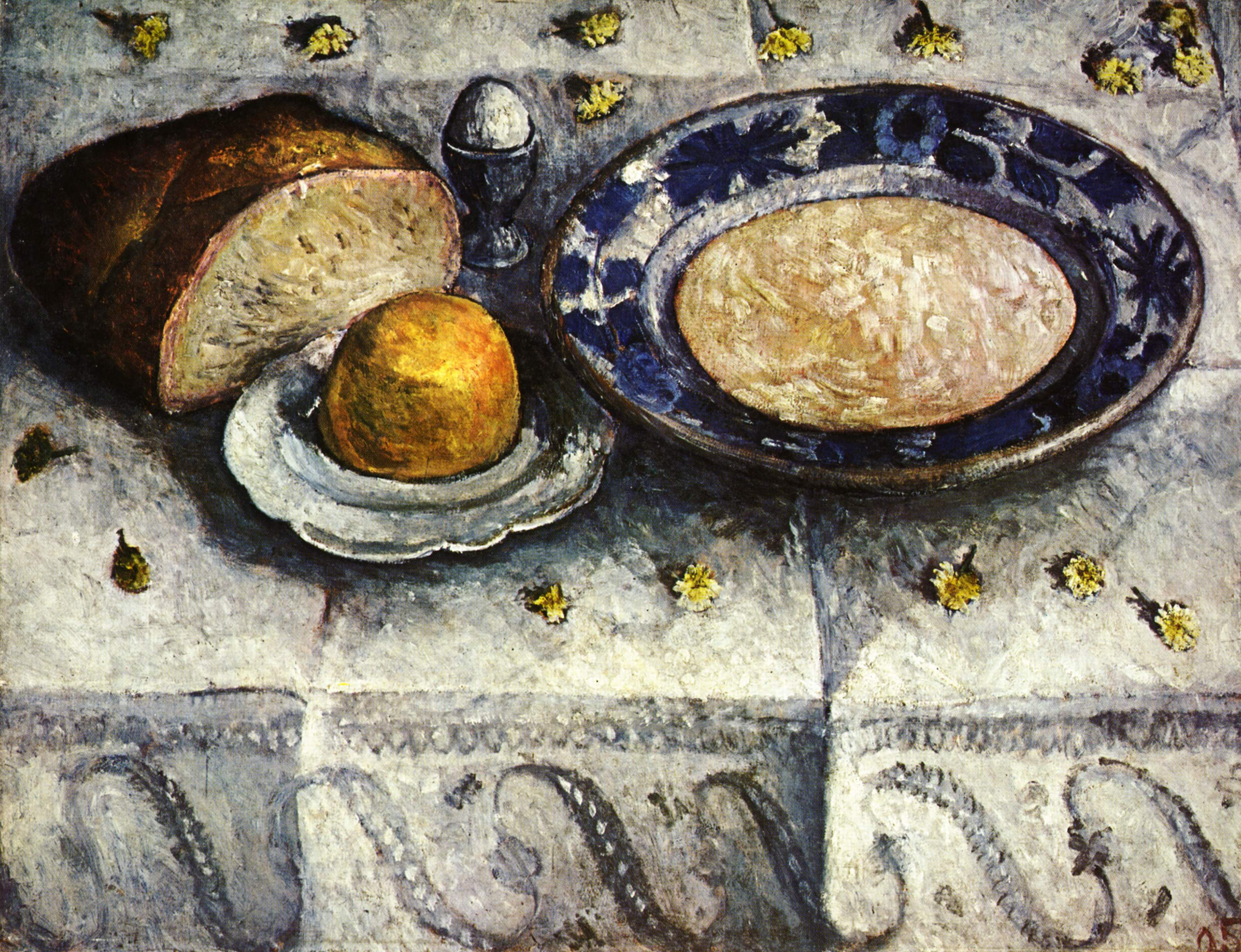
Natureza morta com prato de leite (Stilleben mit Milchsatte) 1905 (55x 71,8 cm) Museu Paula Modersohn-Becker, Bremen.

Otto Modersohn e Paula Becker casaram-se em 25 de maio de 1901. A tal efeito, e sob a pressão exercida pelos seus pais, Paula aceitou até seguir um curso de cozinha em Berlim, curso que abandonou bastante rápido.
O casal efetuou uma curta lua de mele, à qual os convidou Gerhart Hauptmann perto de Hirschberg na Silésia, atualmente em território polaco. Abriu-se a seguir um período da vida de Paula Modersohn-Becker no que tentou reconciliar as suas ambições artísticas com a sua nova vida de esposa, mulher da casa e mãe da pequena Elisabeth, resultado do primeiro matrimônio de Otto Modersohn. Paula, para a oficina, não dispunha mais que de uma pequeno quarto com uma janela. Otto decidiu construir uma claraboia no teto do edifício principal, para que a sua esposa trabalhasse. Era ajudada na realização das tarefas diárias por uma criada. Das nove da manhã até ao redor da uma da tarde, Paula podia assim pintar na sua oficina, saía para almoçar e depois voltava novamente ao seu trabalho às quinze horas, para permanecer frequentemente até a noite. Intentava, porém, ser uma mãe atenta para a sua enteada Elisabeth. Esta última serviu de modelo a toda uma série de retratos.
O casal teve também o mérito de entregar definitivamente a Paula a perspectiva de exercer um ofício que lhe gostava, além de garantir a sua subsistência. Durante a sua vida, somente conseguiu vender dois dos seus quadros, respectivamente aos seus amigos Rilke e Vogeler. A situação, porém, tinha também coisas negativas. Enquanto Otto, no seu diário, afirma que a vida de casal se desenvolvia melhor do que teria pensado, encontra-se no de Paula, na data de Natal de 1902, uma atitude mais crítica e tingida de ironia.
Otto parece ter sido muito feliz durante os três primeiros anos da sua nova vida de casal. O seu diário indica então estar convencido de compartir a sua existência com uma artista fora do comum, coisa que ninguém parecia ainda fazer na época. Paula encontrara em Otto Modersohn um homem carinhoso e que, longe de ser um obstáculo para o desenvolvimento da sua sensibilidade artística, sabia acompanhar esta evolução de uma olhada crítica e elogiosa. Como muitos dos seus contemporâneos, porém, carecia de uma compreensão realmente profunda da obra da sua esposa. Por outro lado, a intensidade com a qual Paula reagia aos menores sobressaltos da vida artística parisina deixava-o um tanto perplexo.
Ao contrário do seu marido, que buscava a calma e a solidão de Worpswede para exercer a sua arte, Paula Modersohn precisava duma determinada variedade e do contato com o mundo exterior.

### Os últimos anos

#### A ruptura com Otto

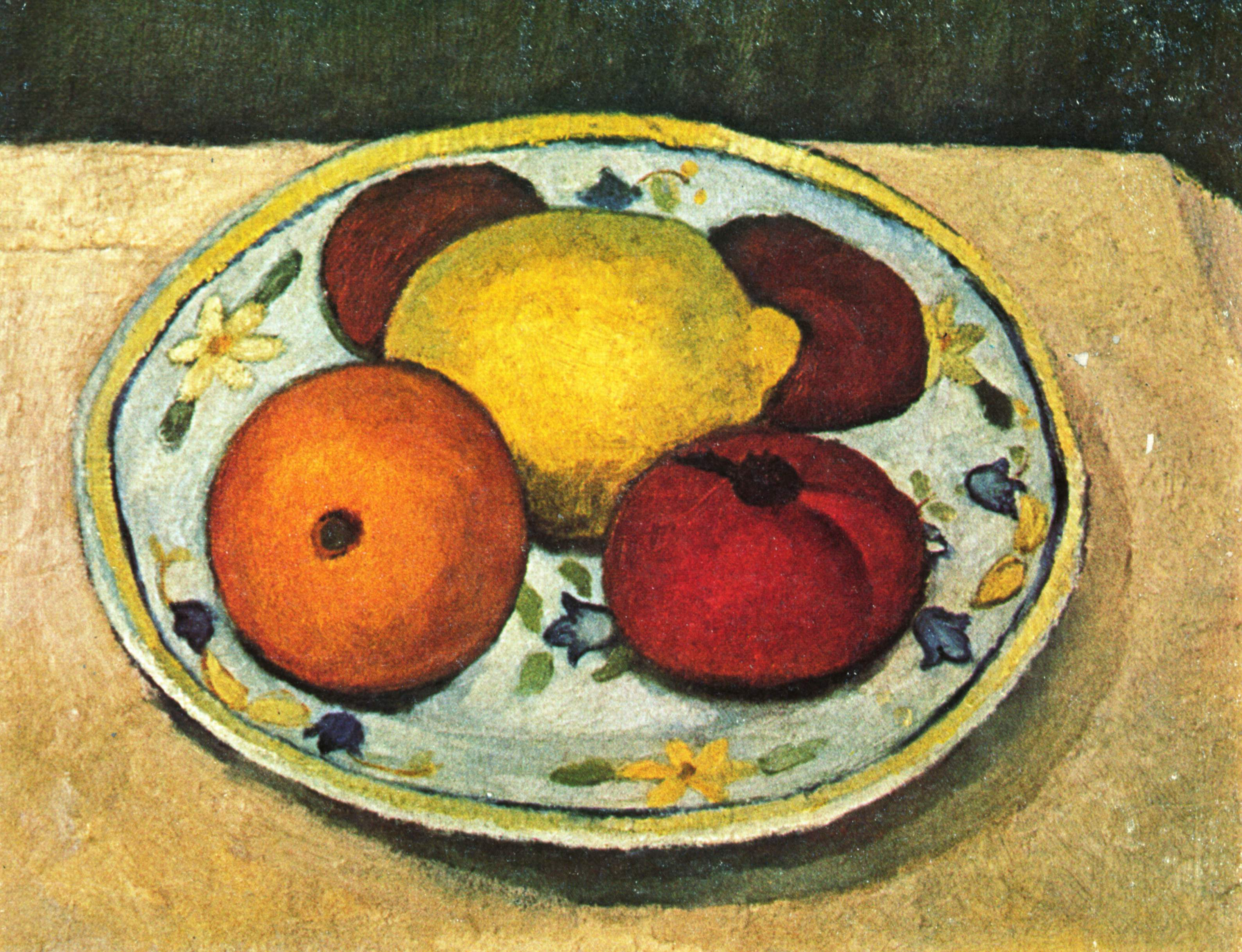
Natureza-morta; limão, laranja e tomate.

Paula Modersohn-Becker deixou Worpswede em 23 de fevereiro de 1906. Ela indica no seu diário que este gesto equivale a uma ruptura com Otto. Este último ficou surpreendido, e enviou-lhe cartas a Paris para que voltasse com ele. Em troca de voltar, Paula rogou-lhe acostumar-se a perseguir em diante a sua própria via. O seu marido até mesmo chegou a viajar para Paris durante uma semana no mês de junho, mas o diálogo foi infrutífero. 
Contudo, Otto Modersohn seguiu mantendo-a financeiramente e recebendo o apoio moral da própria família de Paula, que a acusava de egoísta.
A jovem instalou-se numa oficina especialmente espartana da avenida de Maine, no distrito XIV de Paris. Voltou a frequentar as aulas de desenho, as exposições da vanguarda e até mesmo assistiu a um curso de anatomia na Escola de Belas-Artes, dado que o seu estilo deixava-a insatisfeita. Muito intrigada por uma escultura exposta no salão dos Independentes, visitou o escultor Bernhard Hoetger na sua oficina. Quando uma observação fortuita de Paula revelou a Hoetger que ela era artista, ele insistiu em ver as suas obras e ficou estupefato. Paula Modersohn-Becker até então só encontrara apoio em Worpswede ao lado do seu marido e de Rainer Rilke. 
Em 5 de maio de 1906, escreveu:
| “ | Você me fez milagres. Você restituiu-me a mim mesma. Tomei valor. O meu valor ficava sempre atrás de portas condenadas e não sabia como sair. Você abriu estas portas. Você é-me de uma grande ajuda. Começo agora a acreditar que algo ficará de mim. E quando penso nisso, vêm-me as lágrimas de felicidade... Você me fez tão feliz. Estava um pouco sozinha | ” |

A valoração de Hoetger para Paula animou-a a despregar toda a força e potencial da sua pintura. Calcula-se o número de telas realizadas entre 1906 e 1907 é de cerca de noventa. O seu biógrafo Lieselotte von Reinken faz observação que seria duvidoso poder fisicamente atribuir tanto trabalho a uma mesma pessoa, se as cartas e o diário do artista não estivessem ali para o certificar.
Paula dedicou o seu tempo principalmente às pinturas de nus, além destas últimas também dedicou tempo às pinturas de natureza-morta. Esta época também conta numerosos auto-retratos, tais como o Auto-retrato com limão, onde a artista aparece geralmente semi-nua. Chegou até inaugurar uma classe inédita na história da arte, ou seja, o auto-retrato inteiramente nu .

#### Última estadia em Worpswede
Em 3 de setembro de 1906, Paula Modersohn-Becker comunicou ao seu marido que queria divorciar-se, e pediu-lhe uma soma 500 marcos. Em consequência, ela mesma se comprometia a satisfazer as suas próprias necessidades. Contudo, mudou a decisão alguns dias mais tarde, em 9 de setembro, e resolveu voltar para Worpswede. Esta mudança de atitude foi principalmente por Bernhard Hoetger, que a convencera de que a situação se deterioraria se tivesse de garantir ela mesma a sua subsistência. Paula escreveu a Clara a respeito desta situação, em 17 de novembro:
| “ | Observei este verão que era melhor que soubesse seguir sozinha(...) se tenho culpa ou razão, somente o futuro poderá decidi-lo. O principal para o meu trabalho é a tranquilidade, e não corro perigo por certo, de carecer disso ao lado de Otto Modersohn." | ” |

Otto Modersohn chegara a Paris desde o mês de Outubro para passar o Inverno com ela. Instalou-se numa oficina situada no mesmo edifício que o da sua esposa. Em março de 1907, o casal regressou novamente para Worpswede. Paula finalmente ficou grávida. Entre as últimas obras que pôde terminar contam-se às seguintes:
- Velha criada no jardim
(Alte Armenhäuslerin im Garten)
1906 (96 x 80,2 cm)
- Autorretrato nas camélias
(Die Malerin mit Kamelienzweig)
1907 (62 x 31 cm)

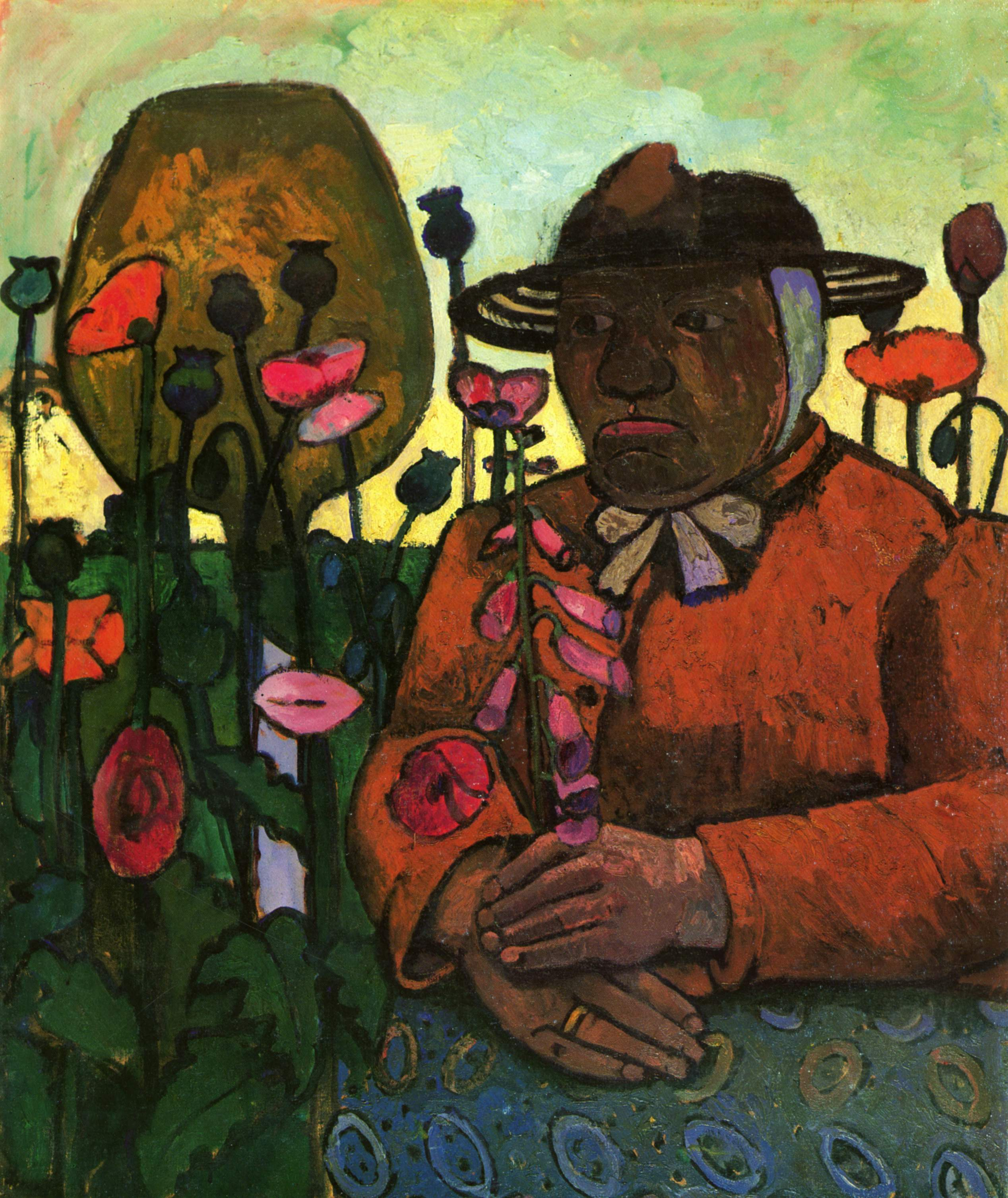
Velha criada no jardim (Alte Armenhäuslerin im Garten) 1906 (96 x 80,2 cm)
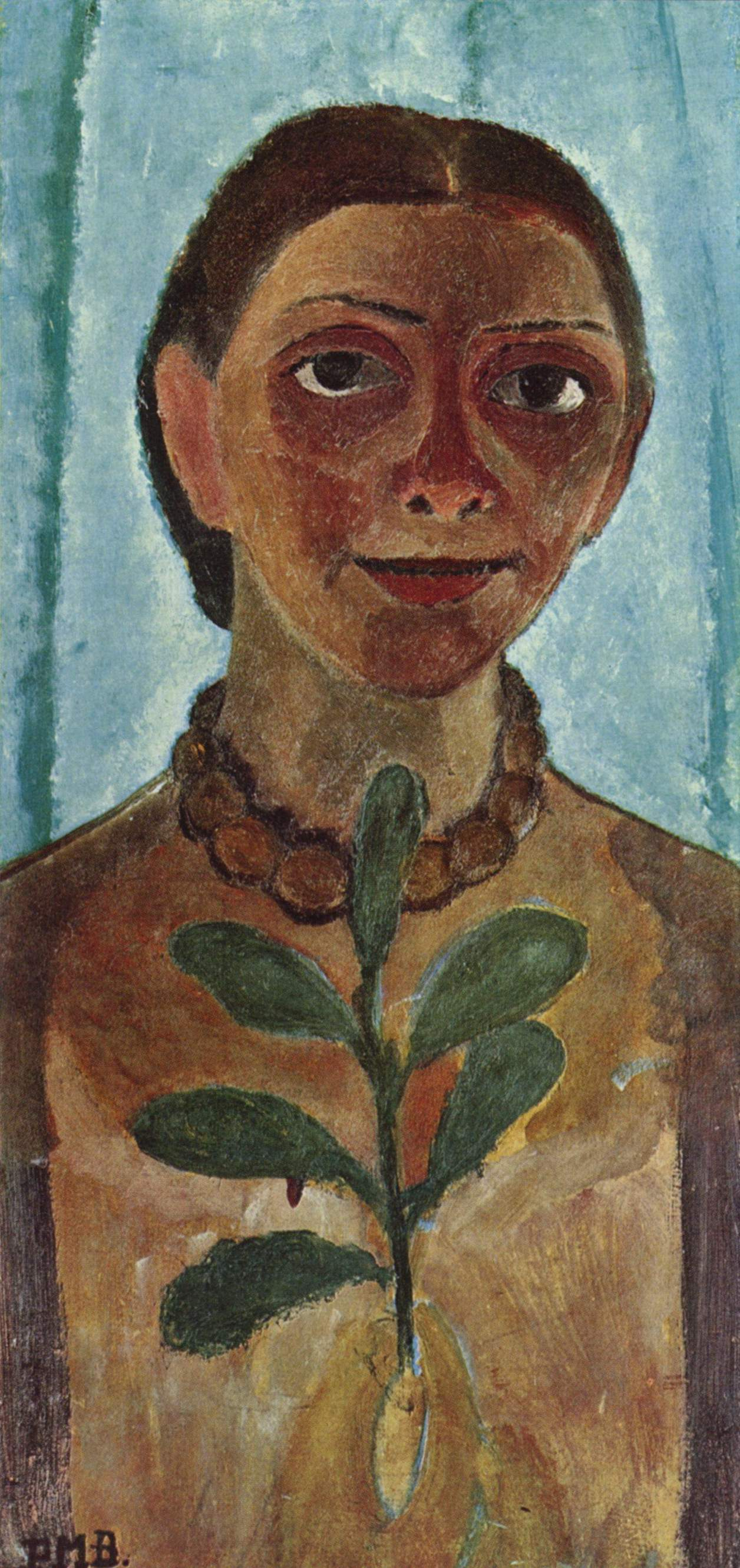
Autorretrato nas camélias (Die Malerin mit Kamelienzweig) 1907 (62 x 31 cm)

Em 2 de novembro, num parto difícil, Paula deu à luz uma menina, Mathilde (Tillie) Modersohn. O médico recomendou à nova mãe guardar repouso vários dias. Em 20 de novembro, enquanto era autorizada pela primeira vez a erguer-se do leito, Paula Modersohn-Becker foi vítima de uma embolia pulmonar, e faleceu aos trinta e um anos de vida.

## Posteridade

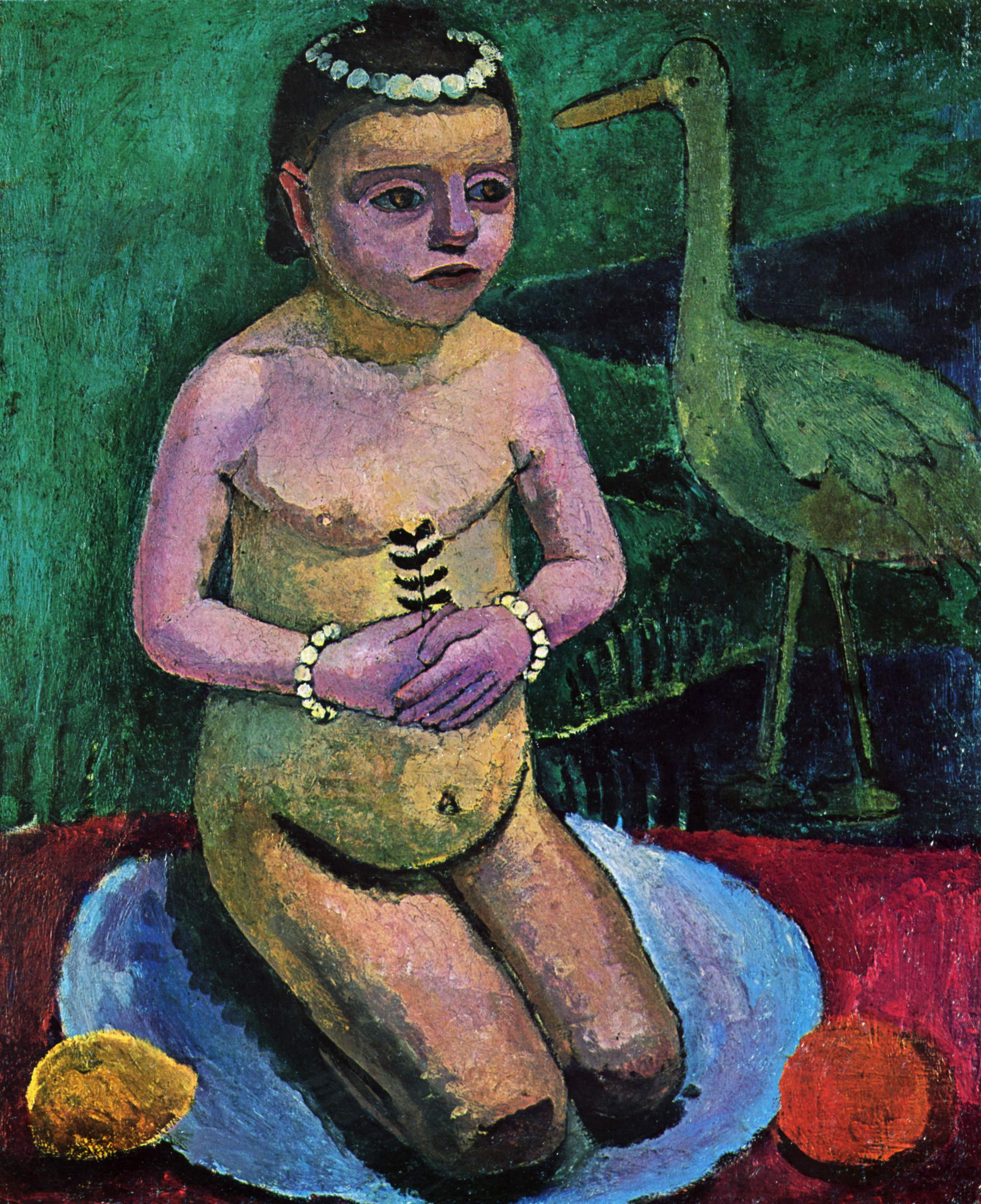
Menino nu com uma cegonha (Kinderakt mit Storch) 1906 (73 x 59 cm) Coleção particular.

Foi, sobretudo, pelo compromisso ativo de Heinrich Vogeler que as telas de Paula Modersohn-Becker pudessem apresentar-se em várias exposições durante os anos seguintes à sua morte. A maioria dos biógrafos de Paula vêem neste comportamento o sinal de certo remorso deste homem, que até esse momento somente considerara a jovem mulher como a esposa do seu amigo Otto Modersohn. Paula, durante a sua vida, parece não ter vendido mais de cinco quadros. Contudo, e graças às diferentes exposições organizadas por Vogeler, alguns colecionadores informados observaram a originalidade dos quadros e adquiriram ainda mais. Entre eles encontram-se Herbert von Garvens e August von Der Heydt, que comprou mais de vinte e oito telas sob o impulso de Rainer Maria Rilke. O benfeitor Ludwig Roselius, pela sua vez, financiou a abertura do museu Paula Modersohn-Becker, em Bremen. Em 1913 expuseram-se 129 telas no Kunsthalle de Bremen, que traziam mais admiradores devido à sua originalidade formal e ao seu potente simbolismo.
Em 1917, com ocasião do décimo aniversário da morte de Paula Modersohn-Becker, a associação Kestner de Hanôver organizou uma grande exposição da sua obra e publicou um trecho das suas cartas e do seu diário. A recopilação, que apareceu sob o título Um artista: Paula Becker-Modersohn - Cartas e diário, adquiriu um grande sucesso e fez a conhecer a pintora. Estes textos foram publicados várias vezes, até mesmo num livro depois da Segunda Guerra Mundial. Contribuiu para difundir um retrato sentimentalista da autora, reduzindo-a a algumas características ridículas: uma jovem mulher, sonhando tornar-se artista, consegue superar todos os obstáculos, garante um possível destino casando-se com um artista reconhecido, sente-se prisioneira ao cabo de alguns anos e tenta romper o jugo para falecer pouco depois parindo. Esta admiração experimentada pela determinação com a qual Paula procurou a sua própria via artística, paradoxalmente, conduziu a falsear o ponto de vista da sua obra. Os escritos muito pessoais de Paula Modersohn-Becker, não concebidos para se publicarem, contêm um tom romântico e exaltado que entra em contradição com a língua ilustrada da artista. No seu prólogo à edição completa de 1979, Günter Busch deplora assim que Paula Modersohn-Becker seja tomada como "personagem fantástico e iluminado". A isso se adiciona que os extratos eleitos em 1917, frequentemente, não se acompanhavam pelas correições  devidas. Assim, podia-se, por exemplo, ler a premonição feita pela jovem da sua morte precoce, pela doença que contraiu na sua primeira estadia em Paris, mas não o "e que isso durei ainda muito tempo" que adicionou com alívio mais tarde, após recuperar a boa saúde.

## Trabalhos
- Em 1905 "Stilleben mit Blattpflanze", privado
- Em 1906 "Selbstbildnis mit Bernsteinkette", Kunstmuseum Basel
- Em 1907 "Sitzender Mädchenakt mit Blumem", ("Jovem nua que se senta com as flores") Von der Heydt-Museum, Wuppertal

## Fundação
A filha da artista (Tillie) criou em 1978 a Fundação Paula Modersohn-Becker (Paula Modersohn-Becker-Stiftung).

## O museu Paula Modersohn-Becker em Bremen
O museu Paula Modersohn-Becker, situado em Bremen na Rua de Böttcherstrasse, expõe uma seleção das melhores obras da artista. O museu e o seu edifício em estilo expressionista devem a existência a uma iniciativa do benfeitor local Ludwig Roselius, que encarregou o desenho a Bernhard Hoetger e instalou ali a sua coleção pessoal de telas. O museu abriu em 2 de junho de 1927 sob o nome de "Casa Paula Becker-Modersohn" (Paula-Becker-Modersohn-Haus) Roselius manifestara o desejo de que figurasse o nome de Paula. A coleção de Ludwig Roselius pôde depois ser ampliada por novas aquisições e, a partir de 1978, graças ao apoio financeiro da Fundação Paula Modersohn-Becker.
O museu contém também um conjunto de esculturas, de quadros e de desenhos de Bernhard Hoetger, e ainda um espaço reservado para exposições temporárias.